# Madame George
«Madame George» es una canción del músico norirlandés Van Morrison publicada en el álbum de 1968 Astral Weeks.
Van Morrison comentó sobre su composición: 

""Madame George" fue grabado en directo. La voz fue en directo y la sección rítmica y la flauta también y las cuerdas fueron el único añadido. El título es confuso, debo decirlo. El título original era "Madame Joy" pero del modo en que la escribí fue "Madame George". No me preguntes por qué lo hice porque no lo sé. La canción es sólo un monólogo interior, como "Cyprus Avenue"... "Madame George" simplemente salió. Es básicamente sobre un sentimiento espiritual".

El tema principal de la canción es sobre dejar el pasado detrás. El personaje de Madame George es considerado por muchos como una drag queen, si bien el propio Morrison lo negó en una entrevista concedida a la revista musical Rolling Stone en 1970. Posteriormente, Morrison declaró que el personaje estaba basado al menos en seis o siete personas diferentes: "Es como una película, un sketch, una historia corta. De hecho, gran parte de las canciones de Astral Weeks son como historias breves. En lo que respecta a su significado, son tan desconcertantes para mí como para cualquier otro. No tengo una pista sobre lo que es esa canción o quien pudo haber sido Madame George".
El periodista Lester Bangs escribió en 1979 que la canción "es el hidromasaje del álbum. Posiblemente una de las piezas más compasivas de la música jamás hecha". Bang también remarcó que "Morrison dijo en al menos una entrevista que la canción no tiene nada que ver con algún tipo de travesti -al menos que él sepa, añadió-, pero eso es mentira".
En abril de 2007, Tom Nolan escribió un artículo en The Wall Street Journal sugiriendo que Madame George no era otro que Georgie Hyde-Less, esposa del poeta irlandés W. B. Yeats, quien actuó como musa de Yeats en su escritura.
Madame George también aparece en la letra de "Black Boys on Mopeds" de Sinéad O'Connor en la frase "England's not the mythical land of Madame George and roses" (lo cual puede traducirse al español como "Inglaterra no es el país mítico de la Dama George y las rosas"), sugiriendo una figura legendaria. 
"Madame George" figura en el puesto 467 de la lista de las 885 mejores canciones de todos los tiempos elaborada por los oyentes de WXPN.

## Personal
- Van Morrison: guitarra rítmica y voz
- Richard Davis: contrabajo
- Connie Kay: batería
- Larry Fallon: arreglos de cuerdas

## Versiones
Marianne Faithfull interpretó "Madame George" en el álbum tributo a Van Morrison No Prima Donna: The Songs of Van Morrison. La versión de Faithfull también aparece al final de la película de Dagmar Hirtz Moondance.